# Andy Cole
Andrew Alexander "Andy" Cole, född 15 oktober 1971 i Nottingham, är en engelsk före detta fotbollsspelare. Han är kanske mest känd som Andy Cole, men angav 2000 att han ville bli kallad Andrew i fortsättningen. För tillfället är han assisterande tränare i Macclesfield Town FC

## Biografi
Andy Cole började sin fotbollskarriär som ungdomsspelare i Arsenal FC där han 1990 gjorde sitt enda framträdande i representationslaget. Säsongen efter detta blev han utlånad till Fulham FC varefter han såldes till Bristol City FC.
I februari 1993 gjorde Newcastle United FC (som då var i ledningen för Div 1) ett dyrt inköp (1,75 miljoner pund) då man skaffade sig den unge Cole, som gjort sig känd även bland klubbarna i Premiership. Han bevisade sin målfarlighet genom att på de 12 första matcherna i den nya tröjan göra 12 mål.
Följande säsong – Newcastles första i Premiership – gjorde Cole 34 mål på 40 matcher och bidrog därmed i stor utsträckning till att hans lag belade tredje platsen i ligan och kvalificerade sig direkt till UEFA-cupen. Det här året röstade spelarna i ligaspelarnas förbund (PFA) fram Cole som årets bäste unge spelare.
Följande säsong 1994 – 1995 gjorde Cole 9 mål för Newcastle på de första 18 matcherna och i januari 1995 blev han köpt av Manchester United FC för den nätta summan av 6 miljoner pund. På de resterande 18 matcherna i det årets liga producerade han 12 mål för sin nya klubb. Han slog även ett nytt målrekord i Premier League genom att göra fem mål mot Ipswich Town FC (9-0) i januari. Detta rekord delar han numera med Alan Shearer, Jermain Defoe, Dimitar Berbatov och Sergio Agüero.
Den kommande säsongen fanns det United-supportrar som kritiserade Cole trots att han fortfarande var en målfarlig spelare. Han fanns med i startelvan vid de flesta av säsongens matcher. Nästa säsong köptes Ole Gunnar Solskjær till Man United och det innebar att konkurrensen hårdnade om platserna, men Cole gjorde under alla förhållanden 20 av årets matcher vilket kvalificerade honom till ligamedaljen. Säsongen 1997/98 var han delad etta som målgörare men för första gången på 9 år gick United tomhänta på tävlingssegrar vilket naturligtvis vissa supportrar skyllde på Andy Cole. Det året hamnade han på andra plats i PFA:s omröstning om årets bäste spelare (efter Arsenals Dennis Bergkamp).
Säsongen 1998/99 hade Cole stor konkurrens om platserna i anfallslinjen med Dwight Yorke, Teddy Sheringham och Ole Gunnar Solskjær, men det var uppenbart att han spelade en viktig roll i erövrandet av årets unika trippel – Premiership (ligan), FA-cupen och UEFA Champions League.
Cole var Manchester Uniteds främsta målskytt även säsongen 1999/2000 med 19 mål på 28 matcher. Under säsongen 2000/01 var han tidvis skadad vilket begränsade hans medverkan på planen, men han gjorde tillräckligt många mål för att bli Uniteds bästa målskytt genom tiderna. När Ruud van Nistelrooy och Juan Sebastián Verón anlände till klubben var Coles chanser att få spela klart begränsade och i slutet av 2001 såldes han till Blackburn Rovers FC för 7 miljoner pund. Inom två månader hade han medverkat i att vinna ligacupen i en final mot Tottenham Hotspur FC där engelska landslagets tidigare manager Glenn Hoddle var manager. Hoddle hade under lång tid varit mycket kritisk till Coles spel vilket sannolikt hade haft en mycket begränsande effekt på Coles chanser att få medverka i landslaget. 
I juli hade hans tidigare anfallskamrat Dwight Yourke kommit till Blackburn vilket ledde till ett gott samspel och de medverkade till att föra fram Blackburn till en av topplatserna i ligan, vilket innebar spel i UEFA-cupen. Den kommande säsongen, som supportrar och media hade räknat med skulle innebära framgångar för Blackburn, blev en besvikelse för Cole, som innan säsongen 2004/05 såldes till Fulham, som han alltså återvände till efter 13 år. Trots att han blev lagets bäste målskytt och lyckades väl i klubben lämnade han den för att återvända till Manchester – den här gången till City. Hans ankomst till klubben var något kontroversiell eftersom en inte ringa del av lagets supportrar hade svårt att acceptera en spelare som hade varit så framgångsrik i lokalkonkurrenten United. En bra start i laget gjorde emellertid att det mesta fungerade tillfredsställande. Olyckligtvis sammanföll i slutet av säsongen en period av dålig form med en skadeperiod och laget hamnade på en sämre plats än väntat.
Trots att Cole lämnat Fulham för bara ett år sedan för att komma längre norrut och dessutom förlängt sitt kontrakt med City med ytterligare ett år, skrev han på för Portsmouth FC på sista dagen för övergångar 31 augusti 2006.

## Landslaget
Cole spelade sin första landskamp för England 1995 men har trots det inte deltagit i fler landskamper än 15. Då han inte blev uttagen till VM 2002 meddelade han att han inte tänkte spela någon mer landslagsfotboll.

## Meriter
- FA Premier League – 1996, 1997, 1999, 2000, 2001
- FA-cupen – 1996, 1999
- UEFA Champions League – 1999
- Interkontinentalcupen – 1999
- Community Shield – 1996, 1997
- Engelska ligacupen – 2002
- Seger i Division 1 – 1993
- Premier League Golden Boot – 1994
- PFA Young Player of the Year – 1994
- 15 landskamper för England